# Анселин Шутценбергер, Анн
Анн Анселин Шутценбергер (фр. Anne Ancelin Schützenberger; 29 марта 1919, Москва, РСФСР — 23 марта 2018, XIV округ Парижа, Париж, Франция) — французский психолог, доктор психологических наук, профессор, писательница (её книга «Aïe, mes aïeux!» стала мировым бестселлером), автор псевдонаучного метода психоанализа «психогенеалогия».

## Биография
От рождения Анн носила фамилию Эйнох, во время участия во французском Сопротивлении взяла себе псевдоним «Анселин». 
Анн Эйнох изучала математику, философию и юриспруденцию в Парижском университете, но из-за начала Второй мировой войны была вынуждена прервать образование, которое продолжила сразу после окончания войны. Участвовавшая в военные годы в сопротивлении нацистской оккупации, Анн Анселин стала изучать психологию. В 1948 году она вышла замуж за Марселя-Поля Шутценбергера (фр. Marcel-Paul Schützenberger), в 1950 году у них родилась дочь Елена. В том же году получила стипендию Фулбрайта и переехала в Америку, чтобы изучать процессы взаимодействия и групповой динамики у Курта Левина. Тогда же она познакомилась с Якобом Леви Морено. Основатель социометрии Морено был впечатлён личностью и работой Анн настолько, что называл её своей приёмной дочерью, она была близка с ним до последних дней его жизни. Ученица Морено и Франсуазы Дольто, Анн тесно сотрудничала с Грегори Бейтсоном и Карлом Роджерсом. Вклад Анселин-Шутценбергер в групповую психотерапию и психодраму признан во всём мире: она была организатором Первого международного конгресса психодрамы в Париже в 1964 году, она являлась сооснователем, экс-вице-президентом и с 2003 года почётным архивариусом Международной ассоциации групповой психотерапии.
В 1970 году Анн ввела практику дополнительных мер лечения больных раком и работы с их семьями, в 1985 году начала работать с раковыми пациентами с последней стадией болезни (некоторые из её тогдашних пациентов живы до сих пор).

## Научная деятельность и творчество
Работа Анн Анселин Шутценбергер направлена на изучение невербальной коммуникации и семейных связей. В своих исследованиях она развивает технику геносоциограммы: генеалогического дерева, которое учитывает не только существующие родственные связи, но и повторение частностей личного и социального развития внутри семьи, в том числе «передачу» психических и физических травм от поколения к поколению. Её исследования углубили осознание важности понимания жизни предков, роли бессознательной и непроизвольной связи между поколениями. В 1998 году она опубликовала книгу «Aie, mes aieux», выдержавшую более 15-и изданий только на французском языке. Эта книга переведена на многие языки, на русском она впервые выпущена в 2001 году под названием «Синдром предков» и с тех пор дважды переиздавалась.
Также она является автором псевдонаучного метода психоанализа психогенеалогии.

## Звания и награды
- А. Анселин Шутценбергер — почётный профессор университета Ниццы[6].